# Championnat de France de football de deuxième division 1994-1995
Navigation
Division 2 1993-1994 Division 2 1995-1996
La saison 1994-1995 de Division 2 est la cinquante-sixième édition du championnat de Division 2. La saison débute le 29 juillet 1994 et se termine le 31 mai 1995. Deuxième niveau de la hiérarchie du football en France après la Division 1, le championnat oppose en matches aller-retour, vingt-deux clubs professionnels, dont quatre promus de National 1 et deux relégués de Division 1, parmi lesquels l'Olympique de Marseille de par les décisions découlant de l'affaire VA-OM.
Cette saison est marquée par l'instauration de la victoire à 3 points. 
La compétition est remportée par l'Olympique de Marseille, qui est néanmoins contraint de rester en Division 2 la saison suivante à la suite d'un dépôt de bilan.

## Les 22 clubs participants
| - Olympique d'Alès - Amiens SC - Angers SCO - AS Beauvais - FCO Charleville | - LB Châteauroux - USL Dunkerque - FC Gueugnon - EA Guingamp - Stade lavallois | - Le Mans UC - Olympique de Marseille - FC Mulhouse - AS Nancy-Lorraine - Nîmes Olympique | - Chamois niortais FC - FC Perpignan - AS Red Star - Stade briochin - CS Sedan-Ardennes | - Toulouse FC - ASOA Valence |

## Classement[1]
| Rang | Équipe                    | Pts | J  | G  | N  | P  | Bp | Bc | Diff |
| ---- | ------------------------- | --- | -- | -- | -- | -- | -- | -- | ---- |
| 1    | Olympique de Marseille R  | 84  | 42 | 25 | 9  | 8  | 72 | 34 | +38  |
| 2    | EA Guingamp P             | 81  | 42 | 23 | 12 | 7  | 51 | 32 | +19  |
| 3    | FC Gueugnon               | 80  | 42 | 24 | 8  | 10 | 62 | 40 | +22  |
| 4    | Toulouse FC R             | 77  | 42 | 22 | 11 | 9  | 69 | 43 | +26  |
| 5    | LB Châteauroux P          | 71  | 42 | 19 | 14 | 9  | 56 | 34 | +22  |
| 6    | AS Red Star               | 70  | 42 | 19 | 13 | 10 | 55 | 44 | +11  |
| 7    | AS Nancy-Lorraine         | 63  | 42 | 15 | 18 | 9  | 46 | 39 | +7   |
| 8    | USL Dunkerque             | 60  | 42 | 14 | 18 | 10 | 42 | 38 | +4   |
| 9    | Amiens SC P               | 58  | 42 | 15 | 13 | 14 | 59 | 61 | -2   |
| 10   | Olympique d'Alès          | 53  | 42 | 12 | 17 | 13 | 44 | 44 | 0    |
| 11   | FCO Charleville           | 52  | 42 | 11 | 19 | 12 | 45 | 49 | -4   |
| 12   | Le Mans UC 72             | 49  | 42 | 11 | 16 | 15 | 46 | 48 | -2   |
| 13   | FC Mulhouse Sud Alsace    | 49  | 42 | 12 | 13 | 17 | 49 | 58 | -9   |
| 14   | ASOA Valence              | 47  | 42 | 10 | 17 | 15 | 46 | 52 | -6   |
| 15   | Stade lavallois           | 44  | 42 | 9  | 17 | 16 | 42 | 56 | -14  |
| 16   | FC Perpignan P            | 44  | 42 | 9  | 17 | 16 | 35 | 51 | -16  |
| 17   | Angers SCO R              | 43  | 42 | 10 | 13 | 19 | 38 | 50 | -12  |
| 18   | Chamois niortais FC       | 43  | 42 | 8  | 19 | 15 | 34 | 49 | -15  |
| 19   | Saint-Brieuc Côte d'Armor | 42  | 42 | 11 | 9  | 22 | 38 | 53 | -15  |
| 20   | AS Beauvais Oise          | 42  | 42 | 9  | 15 | 18 | 50 | 66 | -16  |
| 21   | CS Sedan-Ardennes         | 41  | 42 | 10 | 11 | 21 | 34 | 60 | -26  |
| 22   | Nîmes Olympique           | 38  | 42 | 9  | 11 | 22 | 48 | 60 | -12  |

Promotions et relégations
- Promotion en Division 1 1995-1996
- Relégation en National 1 1995-1996

Abréviations
- P : Promu de National 1 1993-1994
- R : Relégué de Division 1 1993-1994

1. ↑  L'Olympique de Marseille dépose le bilan et reste donc en deuxième division.

## Buteurs
| Place | Joueur             | Nationalité | Club                      | Buts |
| ----- | ------------------ | ----------- | ------------------------- | ---- |
| 1     | Tony Cascarino     | Irlande     | Olympique de Marseille    | 31   |
| 2     | François Calderaro | France      | Toulouse FC               | 25   |
| 3     | Bruno Roux         | France      | LB Châteauroux            | 23   |
| -     | Amara Traoré       | Sénégal     | FC Gueugnon               | 23   |
| -     | Stéphane Guivarc'h | France      | EA Guingamp               | 23   |
| 6     | Flavio Cuca        | Brésil      | FC Mulhouse Sud Alsace    | 22   |
| 7     | Patrick Weiss      | France      | ASOA Valence              | 20   |
| 8     | Patrick Van Kets   | Belgique    | Le Mans UC 72             | 17   |
| 9     | Stéphane Adam      | France      | Amiens SC                 | 16   |
| -     | Réginald Ray       | France      | Saint-Brieuc Côte d'Armor | 16   |

## Les champions de France de division 2
| Joueur                  | Nationalité   | Poste             | Matchs joués | Buts |
| ----------------------- | ------------- | ----------------- | ------------ | ---- |
| Marc Bourrier           | France        | entraîneur        | -            | -    |
| Gérard Gili             | France        | entraîneur        | 2            | -    |
| Henri Stambouli         | France        | entraîneur        |              | -    |
| Jean-Christophe Marquet | France        | Milieu de terrain | 40           | 1    |
| Fabien Barthez          | France        | Gardien de but    | 39           | 0    |
| Michel De Wolf          | Belgique      | Défenseur         | 39           | 0    |
| Tony Cascarino          | Irlande       | Attaquant         | 38           | 31   |
| Marc Libbra             | France        | Attaquant         | 37           | 7    |
| Bruno Germain           | France        | Défenseur         | 37           | 3    |
| Marcel Dib              | France        | Milieu de terrain | 37           | 2    |
| Bernard Ferrer          | France        | Milieu de terrain | 36           | 10   |
| Bernard Casoni          | France        | Défenseur         | 35           | 2    |
| Jean-Marc Ferreri       | France        | Attaquant         | 33           | 6    |
| Jean-Philippe Durand    | France        | Milieu de terrain | 32           | 1    |
| Hamada Jambay           | Madagascar    | Défenseur         | 25           | 1    |
| Didier Wacouboué        | Côte d'Ivoire | Défenseur         | 23           | 0    |
| Jean-Manuel Thétis      | France        | Défenseur         | 22           | 2    |
| Franco Vignola          | France        | Attaquant         | 21           | 3    |
| Stéphane Mazzolini      | France        | Défenseur         | 20           | 0    |
| Joël Cantona            | France        | Défenseur         | 13           | 2    |
| Cyril Revillet          | France        | Milieu de terrain | 7            | 0    |
| Olivier Echouafni       | France        | Milieu de terrain | 3            | 0    |
| Laurent Spinosi         | France        | Gardien de but    | 3            | 0    |
| Andrew Tembo            | Zambie        | Attaquant         | 2            | 1    |
| Ludovic Asuar           | France        | Milieu de terrain | 1            | 0    |